# Kiko Argüello
Francisco José Gómez Argüello Wirtz (León, España; 9 de enero de 1939), más conocido como Kiko Argüello; es un catequista católico, pintor, cantautor y compositor español. Es el fundador e iniciador, junto con su compatriota Carmen Hernández, del Camino Neocatecumenal. 
Fue designado consultor del Pontificio Consejo para los Laicos en 1993 por San Juan Pablo II, y confirmado por los papas posteriores. En 2011, fue nombrado consultor del Pontificio Consejo para la Promoción de la Nueva Evangelización.

## Vida
Durante su época como estudiante universitario frecuentó, en sus propias palabras y bajo su punto de vista, entornos «marxistas y ateos». Ha contado repetidamente que no encontró la solución a sus problemas existenciales ni en su familia ni en el ambiente culto, universitario, existencialista y antifranquista del convulso período de los años cincuenta y principio de los sesenta del siglo XX hasta que se convirtió a la fe católica tras sentir dentro de él la certeza de que Dios existía. Necesitado que se vio de una formación sería cristiana acudió a Cursillos de Cristiandad donde se quitó sus prejuicios contra la Iglesia y se formó como catequista. Estudió Bellas Artes en la Real Academia de Bellas Artes de San Fernando, en Madrid. En 1959, recibió el Premio Nacional Juvenil de Pintura.
Argüello fundó el llamado Camino Neocatecumenal en 1964, con la fundación de la primera comunidad neocatecumental en Madrid, en un barrio de Vallecas llamado Palomeras Altas, un poblado de chabolas de trabajadores de clase baja, inspirado en la vida y los escritos de Charles de Foucauld.
En 1993, el entonces papa Juan Pablo II lo nombró consultor del Pontificio Consejo para los Laicos, y lo confirmó durante el resto de su pontificado. Igual decisión tomaron sus sucesores, los papas Benedicto XVI y Francisco, este último en 2014. A esto se une su nombramiento como consultor del Pontificio Consejo para la Promoción de la Nueva Evangelización en 2011. El 22 de septiembre de 2012, fue nombrado por el entonces papa Benedicto XVI, como auditor de la XIII Asamblea General Ordinaria del Sínodo de los Obispos («La Nueva Evangelización para la transmisión de la fe cristiana», Vaticano, 7-28 de octubre de 2012); antes había participado también como auditor del Sínodo de la Eucaristía (2005) y del Sínodo de «La Palabra de Dios en la vida y en la misión de la Iglesia» (2008).
Con respecto al papa Francisco, Kiko señaló en 2013 que lo considera una bendición para el Camino Neocatecumenal, además de sentirse apoyado por él.
Su experiencia de fe, si bien diferente de la de Teresa de Ávila, está marcada por muchas similitudes: nacidos en familias cristianas y criados en la fe, los dos finalmente gustaron la experiencia profunda de la kénosis en la que buscaron una vida plena, una clamar a Dios, y lo que interpretaron como una respuesta de Dios que para ambos señaló el inicio de lo que llamarían «una nueva vida», obrada como una verdadera conversión.

## Labor catequética

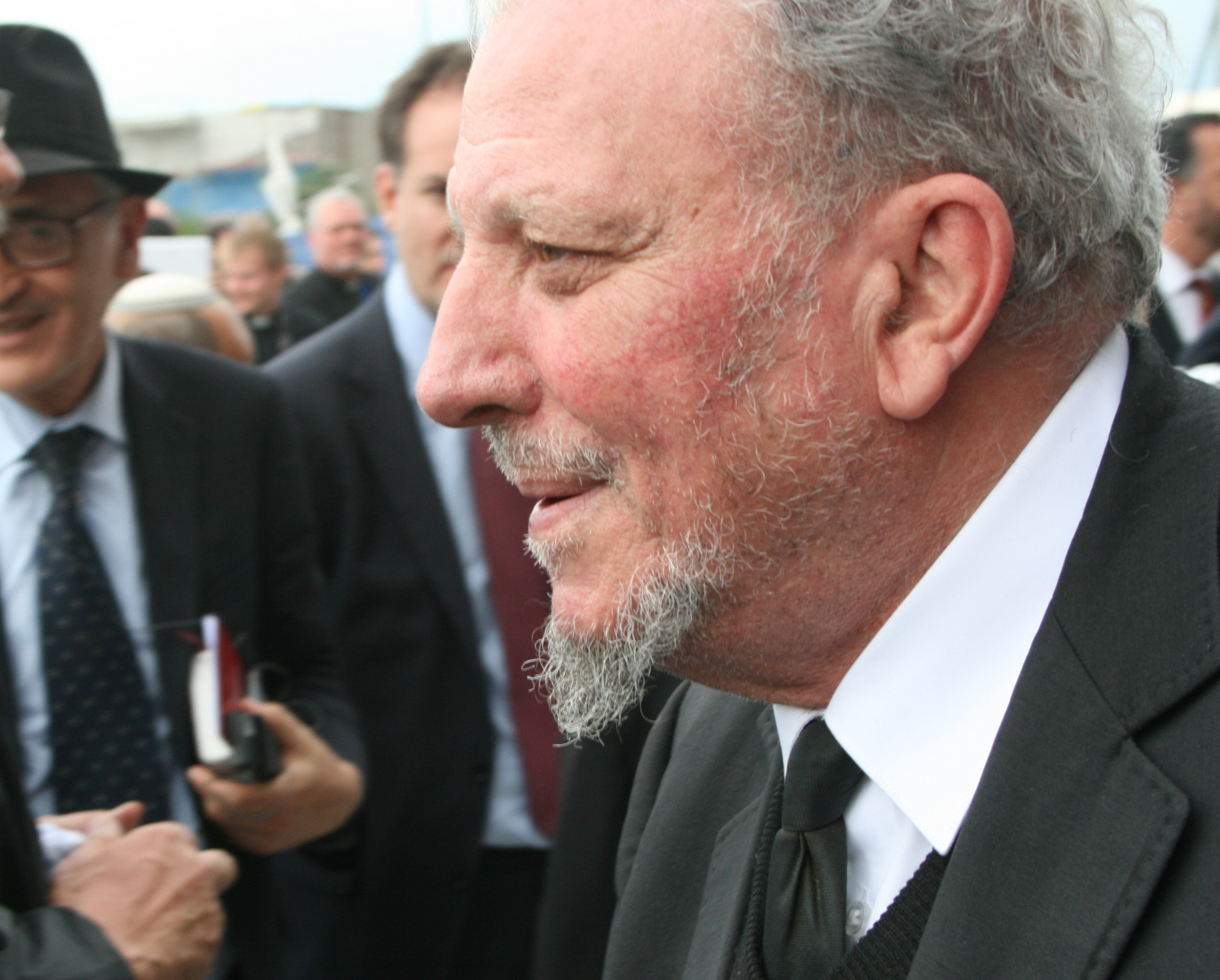
Kiko Argüello en el museo estatal Auschwitz-Birkenau.

El Camino Neocatecumenal es un itinerario de formación cristiana católica y de evangelización aprobado por la Santa Sede. Según datos publicados en 1999, está presente en alrededor de 850 diócesis del mundo, con cerca de 15 000 comunidades en 4 500 parroquias de 105 países.
El historiador español Francisco Díez de Velasco Abellán señaló la visibilización que tiene Kiko Argüello, tanto como figura carismática como por su capacidad de convocatoria y por su labor artística. Su mensaje es de tipo kerigmático y de conversión. Ha puesto música a algunos salmos, citas e himnos de la Biblia utilizados en eventos del Camino Neocatecumenal.
El 13 de mayo de 2009, el Instituto Pontificio Juan Pablo II para estudios sobre el matrimonio y la familia, institución que tiene su sede en la Universidad Pontificia Lateranense de Roma, entregó el doctorado "honoris causa" a Kiko Argüello, iniciador del Camino Neocatecumenal, según el Instituto, «por la acogida sin reservas de la encíclica profética de Pablo VI Humanae Vitae por parte de las familias de la organización».  El 16 de mayo de 2015 la Universidad Católica de Estados Unidos (en Washington), le confirió el doctorado honoris causa en Teología, junto a Carmen Hernández.

## Pintura, arquitectura y liturgia

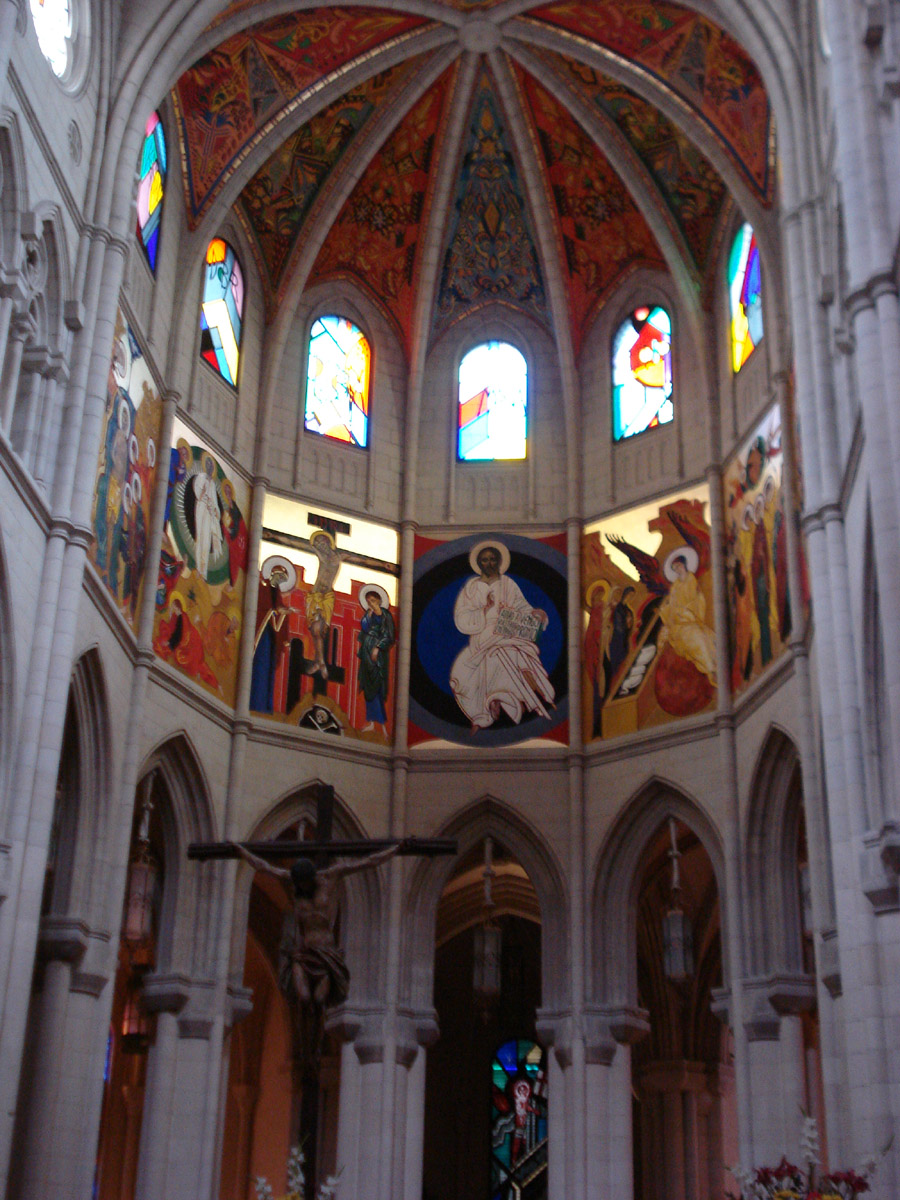
Frescos del ábside de la catedral de la Almudena en Madrid, ejecutados por Kiko Argüello.

Kiko Argüello nunca ha abandonado la actividad pictórica, aunque ha evolucionado en su estilo y temática. Tras un tiempo en el que la relegó a un segundo plano para centrarse en la evangelización, desde hace unos años su trabajo artístico toma como modelos los iconos bizantinos y de la Iglesia primitiva. Actualmente se pueden contemplar varias de sus obras en la Domus Galilea en Israel, en la Parroquia de San Bartolomé en Tuto (Florencia), en la Parroquia de la Trinidad de Piacenza, en la Iglesia de la Santísima Trinidad de San Pedro del Pinatar (Murcia), en la Parroquia de Santa Catalina Labouré (Madrid), Catedral de la Almudena (Madrid), en la Parroquia Nuestra Señora del Pilar (Valdemoro) y en otras partes del mundo.[cita requerida]
Las vidrieras que realizó para la Catedral de Madrid suscitaron polémica, ya que había sido previamente ganada su realización por el artista Manuel Ortega, en un concurso internacional celebrado en enero de 1988. A su vez, en la misma catedral realizó siete pinturas murales sobre estuco romano con pinturas al óleo y pan de oro. Se suscitó una polémica en torno a que dichas pinturas eran similares a las de un Seminario Redemptoris Mater en Santo Domingo, sin embargo, las pinturas dominicanas que creyeron originales se trataban a su vez de una copia de un original anterior de Argüello, pintadas en iglesias de Italia y en Madrid, en la Parroquia de Santa Catalina Laboure. Con todo, su obra recibió la recensión positiva de Gabriele Finaldi, historiador del arte y director adjunto de Conservación e Investigación del Museo del Prado:

Las pinturas murales que ha pintado Kiko Argüello en la catedral madrileña de la Almudena se insertan en la más antigua tradición pictórica cristiana: símbolos y representaciones, imágenes de carácter narrativo y, al mismo tiempo, escenas litúrgicas. El arte en las catacumbas confirmaba la fe de los creyentes, los mosaicos de las basílicas paleocristianas alababan la majestad de Cristo, y los ciclos pictóricos de las iglesias medievales transmitían las historias evangélicas y su contenido salvífico a los fieles. «La belleza y el color de la imágenes estimulan mi oración para dar gloria a Dios», decía san Juan Damasceno, el gran apologista del arte cristiano.[...] Trasciende, en las pinturas de Kiko, un deseo de hacer puentes entre lo antiguo y lo moderno, la tradición y la modernidad. [...] En la nueva decoración de la catedral de la Almudena se ofrecen unos ricos contenidos teológicos y artísticos: para los creyentes, la posibilidad de reflexionar y profundizar en los misterios de la fe; para los titubeantes, la ocasión para cuestionarse nuevamente sobre estos mismos misterios, y para los muchos otros que visitan la catedral, la oportunidad de ver la «belleza de lo divino».
Gabriele Finaldi

## Música
Kiko Argüello ha compuesto numerosos cantos religiosos inspirados en textos bíblicos. Dichos cantos se hallan recogidos en el libro de cantos llamado "Resucitó". Asimismo ha compuesto una sinfonía titulada El sufrimiento de los inocentes.
- Kiko Argüello (2011). Paloma incorrupta. San Pablo Multimedia.

## Obra escrita
- Kiko Argüello (2012). El Kerigma, en las chabolas con los pobres. BuenasLetras. ISBN 978-84-937812-4-8. Archivado desde el original el 30 de noviembre de 2012. Consultado el 27 de noviembre de 2012.
- Kiko Argüello (2016). Anotaciones. 1988-2014. Biblioteca de Autores Cristianos. ISBN 978-84-220-1917-6.